# Cuauhtamingo
Cuauhtamingo är en ort i Mexiko.   Den ligger i kommunen Jalacingo och delstaten Veracruz, i den sydöstra delen av landet, 190 km öster om huvudstaden Mexico City. Cuauhtamingo ligger 2 047 meter över havet och antalet invånare är 1 409.
Terrängen runt Cuauhtamingo är lite bergig. Runt Cuauhtamingo är det ganska tätbefolkat, med 149 invånare per kvadratkilometer. Närmaste större samhälle är Teziutlan, 7,5 km nordväst om Cuauhtamingo. I omgivningarna runt Cuauhtamingo växer huvudsakligen savannskog.